# پردیانه (روستا)
پردیانه (به صربی: Predejane) یک منطقهٔ مسکونی در صربستان است که در لسکواس واقع شده‌است. پردیانه ۴۰۵ نفر جمعیت دارد.